# Staatsoper Stuttgart

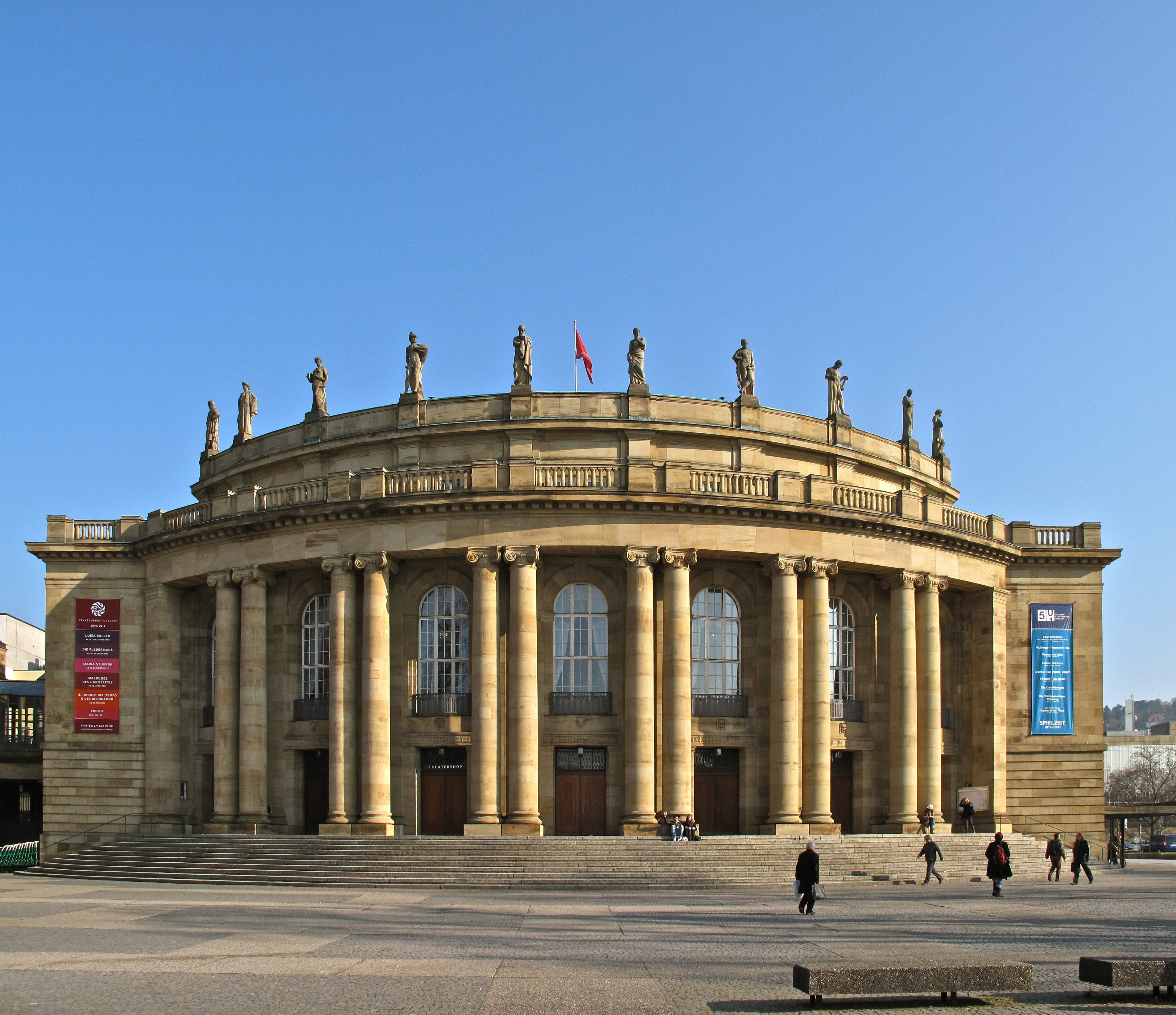
Das Große Haus, die Spielstätte der Staatsoper Stuttgart

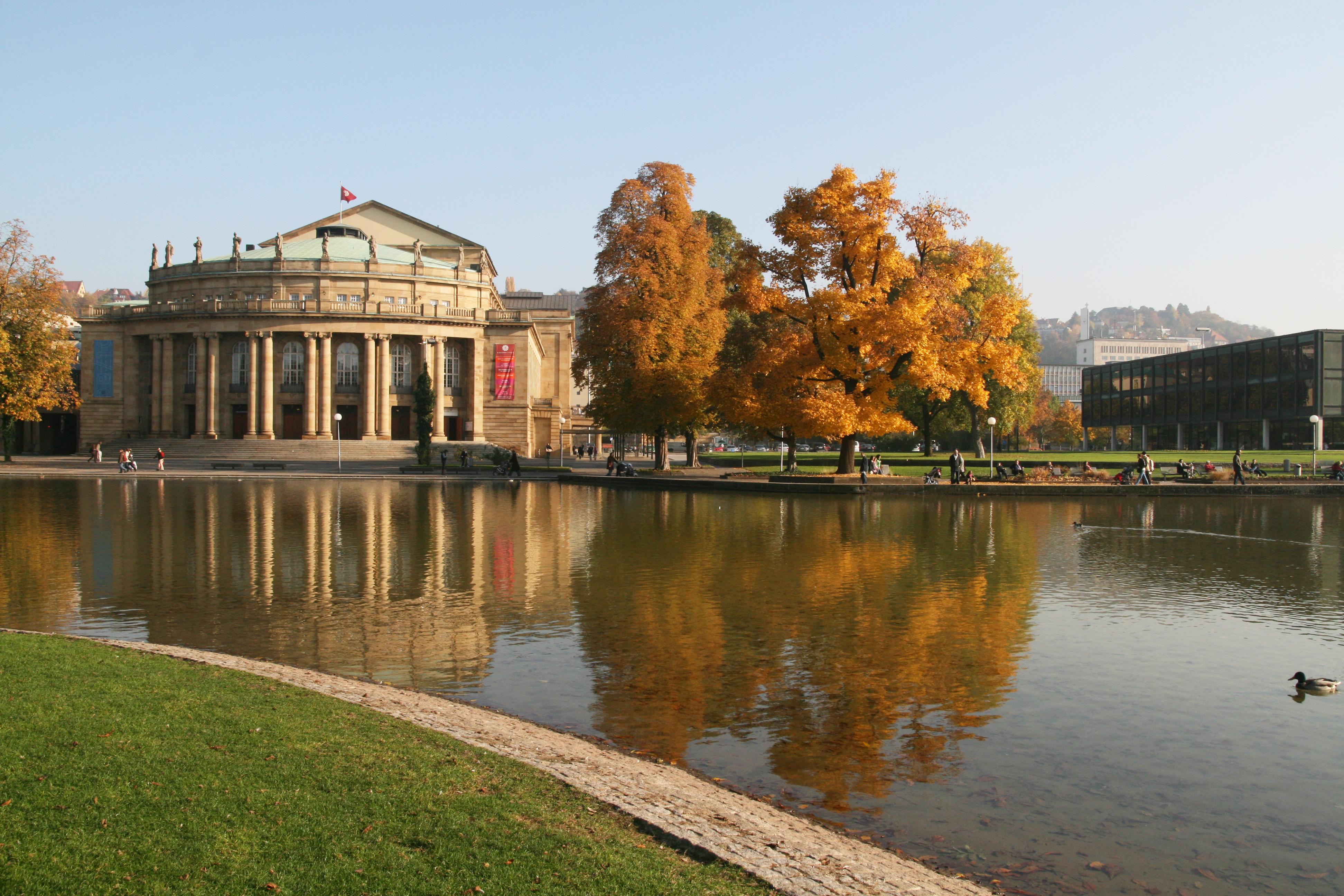
Großes Haus, gesehen vom Eckensee

Die Staatsoper Stuttgart zählt zu den bedeutendsten europäischen Opernhäusern und ist zugleich Teil des größten Mehrspartenhauses Europas. Ihre Spielstätte befindet sich im neuklassizistischen Großen Haus im Oberen Schlossgarten, das 1909 bis 1912 nach Entwürfen des Architekten Max Littmann als Teil der Königlichen Hoftheater erbaut wurde. Die Staatsoper Stuttgart bildet zusammen mit dem Stuttgarter Ballett und dem Schauspiel Stuttgart die Württembergischen Staatstheater Stuttgart. Sie wurde mehrfach als „Opernhaus des Jahres“ sowie für den „Chor des Jahres“ ausgezeichnet. Seit der Saison 2018/19 sind Viktor Schoner als Intendant sowie Cornelius Meister als Generalmusikdirektor an der Staatsoper Stuttgart tätig.

## Geschichte

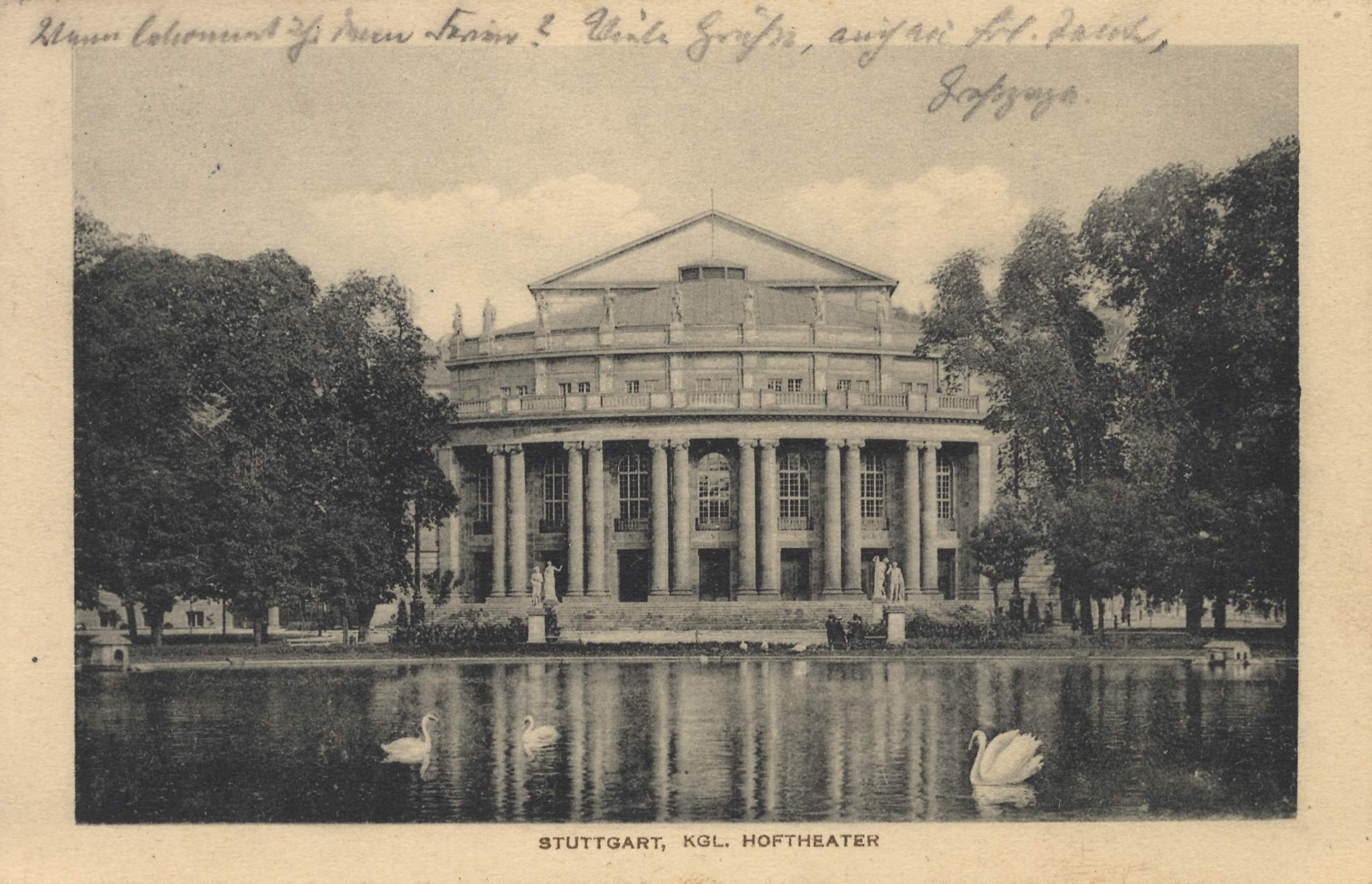
Das Große Haus der Königlichen Hoftheater, ca. 1912

Die Geschichte der Staatsoper Stuttgart reicht bis ins 17. Jahrhundert zurück, als erste Aufführungen im Neuen Lusthaus stattfanden. Das Singspiel Der Raub der Proserpina unter der Leitung des Hofkapellmeisters Samuel Capricornus (1660) gilt dort als erste Opernaufführung. Über die Jahre erlebte die Oper einige Veränderungen ihrer Spielstätten. Das Neue Lusthaus wurde 1750 zum Opernhaus sowie 1811/1845 zum Königlichen Hoftheater umgebaut. Im Jahr 1902 brannten die Hoftheater nieder, woraufhin der Münchner Architekt Max Littmann von 1909 bis 1912 ein Zweihaustheater (bestehend aus Großem und Kleinem Haus) am heutigen Standort im Schlossgarten erbauen ließ. Das Stuttgarter Theater ist eines der bedeutendsten architektonischen Werke von Littmann. Eine der ersten Aufführungen, die nach der Einweihung stattfand, war die Uraufführung von Richard Strauss’ Ariadne auf Naxos im Jahr 1912, dirigiert vom Komponisten selbst. Nach dem Ersten Weltkrieg erfolgte die Umbenennung in Württembergische Landestheater. Im Zweiten Weltkrieg wurde das Kleine Haus zerstört, das Große Haus blieb erhalten.
Insgesamt rund 230.000 Besucher zählt allein die Staatsoper Stuttgart in der Saison, davon bilden rund 16.000 einen festen Abonnentenstamm. Das Opernhaus verfügt über 1.404 Plätze.

## Junge Oper im Nord
Die Junge Oper im Nord (JOiN) – ursprünglich Junge Oper Stuttgart – entstand während der Intendanz von Klaus Zehelein und Pamela Rosenberg. Seit dem Gründungsjahr 1997 haben Kinder und Jugendliche die Möglichkeit an der Umsetzung von Opern-Projekten hinter und auf der Bühne mitzuarbeiten. Den Beginn machte die Aufführung von Der gestiefelte Kater von César A. Cui. Seit der Spielzeit 2018/2019 hat die Junge Oper eine eigene Spielstätte im Stuttgarter Norden und tritt seither unter dem Namen Junge Oper im Nord (JOiN) auf. Die künstlerische Leitung lag bei Elena Tzavara.
Der baden-württembergische Ministerpräsident Winfried Kretschmann bezeichnete das JOiN als „Musterbeispiel für viele Häuser mit ähnlichen Konzepten in ganz Europa.“

## Spielstätten

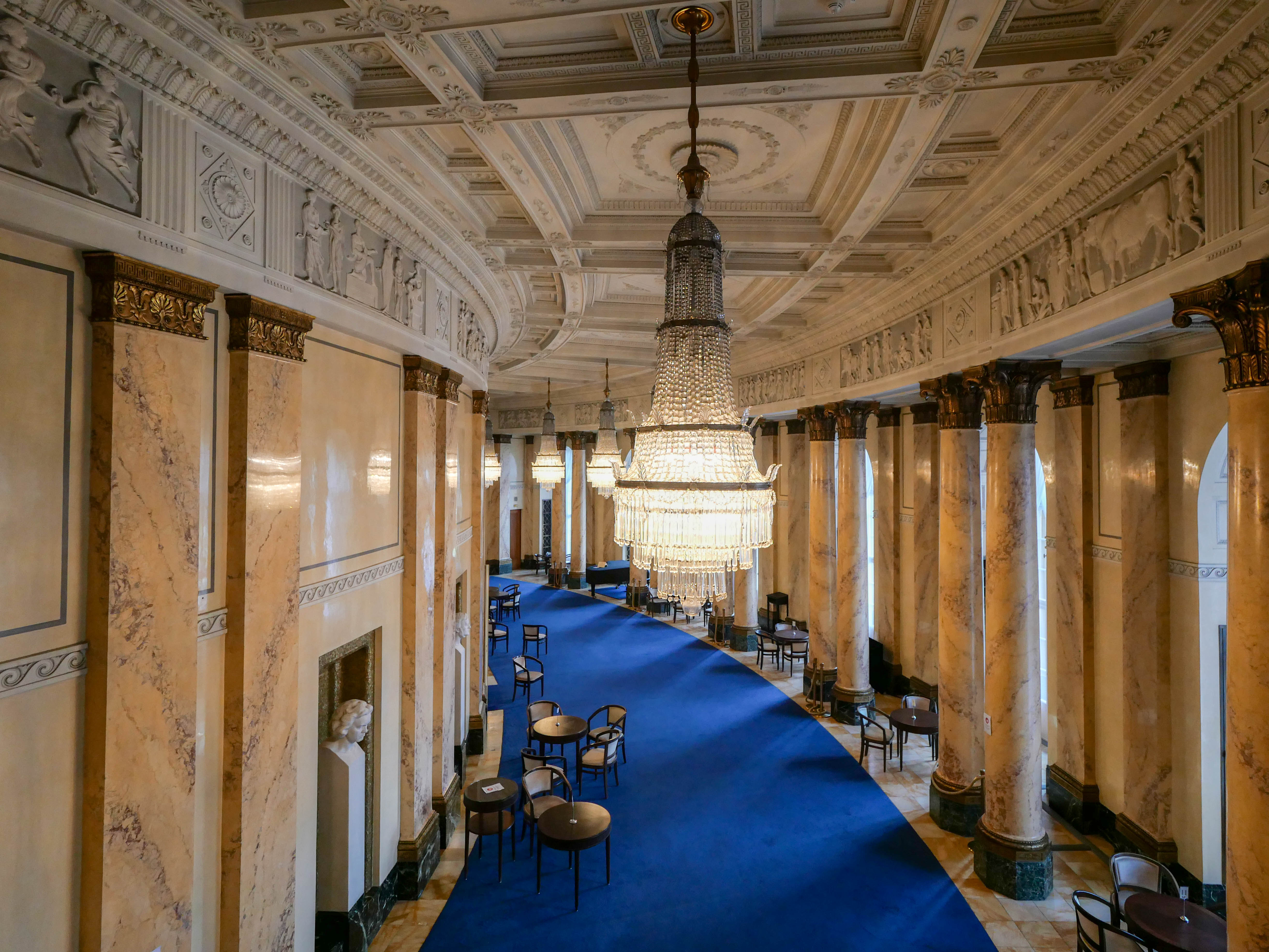
Foyer im I. Rang, Staatsoper Stuttgart

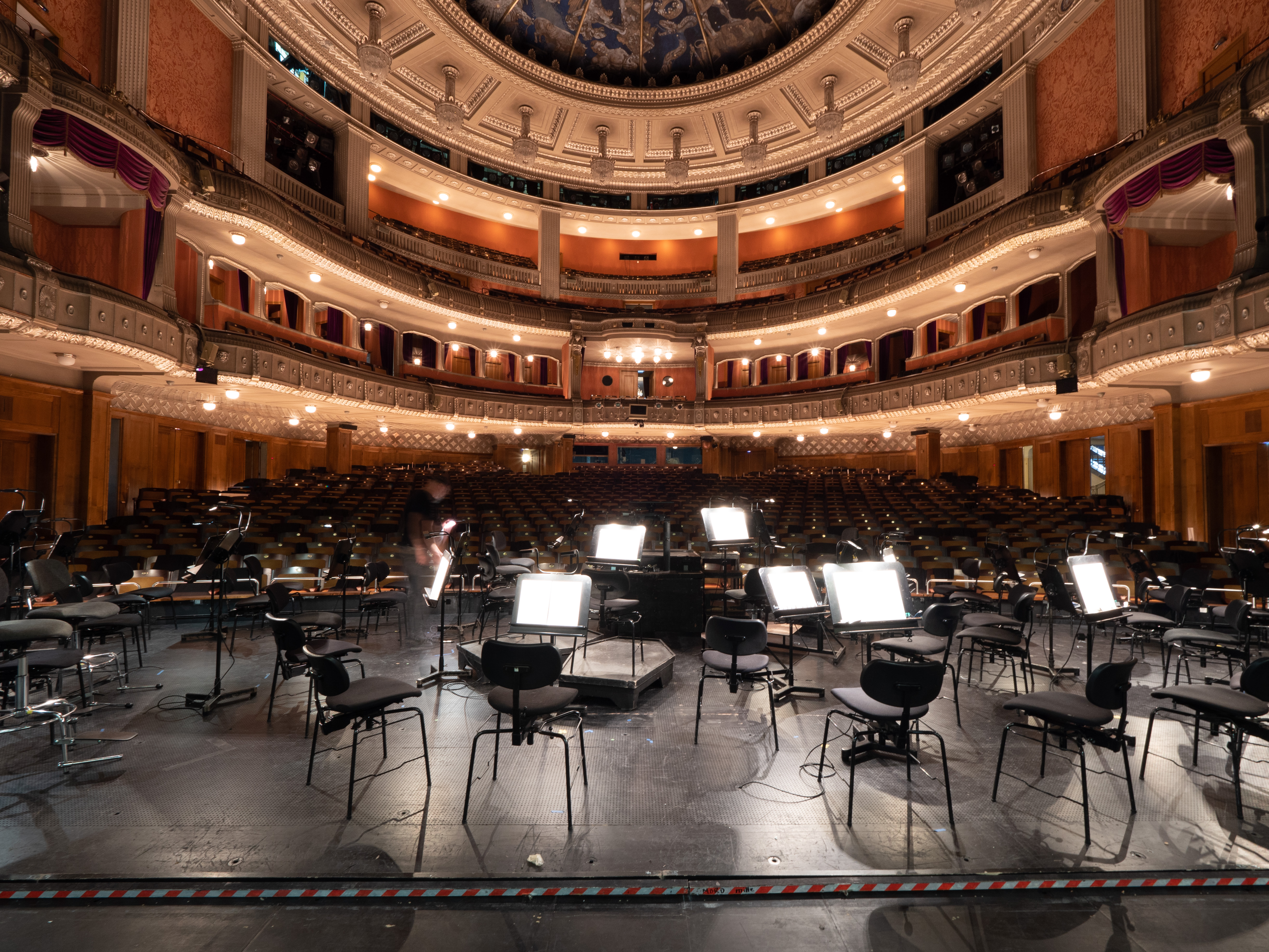
Blick von der Bühne in den Zuschauerraum, Staatsoper Stuttgart

- Großes Haus am Oberen Schlossgarten (1.404 Sitzplätze)
- JOiN (100 Sitzplätze) – Bühne der Jungen Oper im Nord im Probenzentrum der Staatstheater am Löwentorbogen
- Kultur- und Kongresszentrum Liederhalle (Beethovensaal und Mozartsaal)
- Kammertheater Stuttgart (bis 2018)

## Uraufführungen (Auswahl)
- Ariadne auf Naxos von Richard Strauss und Hugo von Hofmannsthal, 25. Oktober 1912 (Kleines Haus)
- Ulenspiegel von Walter Braunfels, 4. November 1913
- Mona Lisa von Max von Schillings und Beatrice Dovsky, 26. September 1915
- Eine florentinische Tragödie von Alexander von Zemlinsky nach Oscar Wilde, 30. Januar 1917
- An allem ist Hütchen schuld von Siegfried Wagner, 6. Dezember 1917
- Mörder, Hoffnung der Frauen von Paul Hindemith und Franz Blei, 4. Juni 1921
- Die Zaubergeige von Werner Egk nach Ludwig Andersen, 2. Mai 1954 (Uraufführung der Neufassung)
- Comoedia de Christi Resurrectione von Carl Orff, 1. April 1957
- Der Revisor von Werner Egk nach Nicolaj Gogol, 9. Mai 1957 (Rokokotheater Schwetzingen)
- Oedipus der Tyrann von Carl Orff nach Friedrich Hölderlin, 11. Dezember 1959
- Ludus de Nato Infante Mirificus von Carl Orff, 11. Dezember 1960
- 17 Tage und 4 Minuten von Werner Egk nach Calderon, 2. Juni 1966
- Die Französisch-Stunde von Wilhelm Killmayer, 19. Oktober 1966 (Kammertheater)
- Prometheus von Carl Orff nach Aischylos, 24. März 1968
- Rondeau von György Ligeti, 26. Februar 1977 (Kammertheater)
- Die Erschöpfung der Welt von Mauricio Kagel, 9. Februar 1980 (Kleines Haus)
- Fanferlieschen Schönefüßchen von Kurt Schwertsik, Karin Körner und Thomas Körner nach Clemens von Brentano, 24. November 1983 (Kammertheater)
- Echnaton von Philip Glass, 24. März 1984 (Kleines Haus)
- Don Quijote de la Mancha von Hans Zender, 3. Oktober 1993
- Séraphin von Wolfgang Rihm (Uraufführung der Neufassung), 24. November 1996 (Kammertheater)
- Giuseppe e Sylvia von Adriana Hölszky, 17. November 2000
- Pastorale von Gérard Pesson, 14. Mai 2006 (Konzertante Uraufführung)
- Mondschatten von Younghi Pagh-Paan, 21. Juli 2006
- Fremd von Hans Thomalla, 2. Juli 2011
- Peter Pan von Richard Ayres, 19. Juli 2013
- Wunderzaichen von Mark Andre, 2. März 2014
- Erdbeben. Träume. von Toshio Hosokawa, 1. Juli 2018
- BORIS: Boris Godunow von Modest Mussorgski / Secondhand-Zeit von Sergej Newski, 2. Februar 2020
- Der Räuber Hotzenplotz von Sebastian Schwab[8], 4. Februar 2023
- Dora von Bernhard Lang[9], 3. März 2024

## Auftragswerke der Jungen Oper
- P.A.G.S.! von Andreas Breitscheid und Manfred Weiß, 18. und 19. November 1999
- Erwin, das Naturtalent von Mike Svoboda und Manfred Weiß, 19. November 2005
- Träumer von Matthias Heep und Tim Staffel, 15. Juni 2007
- Der unsichtbare Vater von Juliane Klein und Barbara Tacchini, 1. März 2009
- The Rage of Life – Lebenswut von Elena Kats-Chernin und Igor Bauersima, 12. November 2010, in Koproduktion mit der Vlaamse Opera Antwerpen/Gent
- Momo von Matthias Heep und Barbara Tacchini, 6. Juni 2013
- stop listening start screaming von Jorge Sánchez-Chiong, Ensemble-Texte nach einem Drehbuch von Brigitte Wilfing, 21. Juni 2014
- KRIEG. Stell dir vor, er wäre hier von Marius Felix Lange nach dem gleichnamigen Buch von Janne Teller und mit Gedichtinseln von Nora Gomringer, 27. April 2018
- Antigone-Tribunal von Leo Dick nach Slavoj Žižek, 9. März 2019
- Nesenbach von Susanne Hinkelbein, 3. Juli 2021
- Holle! von Sebastian Schwab nach Motiven des Grimmschen Märchens Frau Holle, 10. November 2021
- MELUSINE. Was machst du am Samstag? von Catalina Rueda und Lisa Pottstock, 18. Juni 2022
- Schräge Vögel von Susanne Hinkelbein, 7. Juli 2023

## Preise und Auszeichnungen
- Die Staatsoper Stuttgart wurde während der Intendanz von Klaus Zehelein (1994, 1998, 1999, 2000, 2002 und 2006) sowie Jossi Wieler (2016) bei der Kritikerumfrage der Opernwelt mehrmals als „Opernhaus des Jahres“ ausgezeichnet.
- Der Staatsopernchor Stuttgart wurde bei der Kritikerumfrage der Opernwelt 13 Mal zum „Chor des Jahres“ gewählt.
- Das JOiN (Junge Oper im Nord) erhielt 2013 den BKM-Preis Kulturelle Bildung für die Produktion smiling doors.

## Leitung
Generalintendanz
- siehe Artikel Staatstheater Stuttgart

Seit 1994 gehört die Staatsoper Stuttgart neben Schauspiel Stuttgart und Stuttgarter Ballett dem weltweit größten Drei-Sparten-Theater an – ein deutschlandweit einzigartiges Modell. Die drei Sparten werden künstlerisch und wirtschaftlich vom jeweiligen Intendanten geführt, die spartenübergreifende Geschäftsführung übernimmt der Geschäftsführende Intendant.
- Hans Tränkle, geschäftsführender Direktor 1992–2009
- Marc-Oliver Hendriks, geschäftsführender Intendant seit 2009

Intendanz der Staatsoper Stuttgart
- Walter Jockisch, Oberspielleiter 1948–1950
- Wolfgang Windgassen, künstlerischer Direktor 1972–1974
- Wolfram Schwinger, Operndirektor 1975–1991
- Klaus Zehelein, Opernintendant 1991–2006
- Pamela Rosenberg, Co-Intendantin 1991–2000
- Albrecht Puhlmann, Opernintendant 2006–2011
- Jossi Wieler, Opernintendant 2011–2018
- Viktor Schoner, Opernintendant seit 2018

Generalmusikdirektoren der Staatsoper Stuttgart
- Max von Schillings (Hofopernorchester) 1908–1918
- Fritz Busch (Landestheaterorchester) 1919–1922
- Carl Leonhardt (Landestheaterorchester, dann Staatsorchester) 1922–1937
- Herbert Albert 1937–1944
- Philipp Wüst 1944–1945
- Bertil Wetzelsberger 1946
- Ferdinand Leitner 1947–1969
- Václav Neumann 1970–1972
- Silvio Varviso 1972–1980
- Dennis Russell Davies 1980–1987
- Luis Antonio García Navarro 1987–1991
- Gabriele Ferro 1992–1997
- Lothar Zagrosek 1997–2006
- Manfred Honeck 2007–2011
- Sylvain Cambreling 2012–2018
- Cornelius Meister seit 2018

## Bekannte Ensemble-Mitglieder
- Margarethe Bence
- Constantinos Carydis (Dirigent)
- Willi Domgraf-Fassbaender
- Trude Eipperle
- Grace Hoffman
- Horst Laubenthal
- Catarina Ligendza
- Sigrid Onégin
- Ruth-Margret Pütz
- Günther Reich
- Otto von Rohr
- Wolfgang Schöne
- Franz Josef Schütky
- Anna Sutter
- Josef Traxel
- Wolfgang Windgassen
- Fritz Wunderlich

aktuell
- Diana Haller
- Matthias Klink
- Helene Schneiderman

## Film
- Vadim Jendreyko: Die singende Stadt, 10. Februar 2011, Dokumentarfilm
- Lillian Rosa, Marcus Richardt: Das Haus der guten Geister, 5. November 2020, Dokumentarfilm